# Ташлерова, Натали
Натали́ Та́шлерова (чеш. Natálie Taschlerová; род. 9 декабря 2001 года, Брно, Чехия) — чешская фигуристка. Выступает в танцах на льду в паре со своим братом Филипом Ташлером. Они — трёхкратные чемпионы Чехии (2022, 2023, 2025), победители турнира серии «Челленджер» Nebelhorn Trophy (2020) и Мемориал Дениса Тена (2024)
По состоянию на 6 мая 2025 года танцевальная пара занимает 14-е место в рейтинге Международного союза конькобежцев (ИСУ).

## Карьера

### Ранние годы
Натали начала учиться кататься на коньках в 2004 году, а затем перешла в танцы на льду, где вместе со своим братом Филипом образовала пару после того, как  его партнёрство с Каролиной Карликовой подошло к концу. Годы спустя Ташлер сказал, что «наши отношения улучшились с тех пор, как мы начали кататься вместе. Когда мы были моложе, мы дрались, как маленькие дети, но теперь мы взрослые. Мы уважаем друг друга».
Ташлерова / Ташлер дебютировали на международной арене среди юниоров в сезоне 2017–18, включая два выступления на Гран-при среди юниоров, заняв двенадцатое место в Польше и тринадцатое место в Австрии. Выиграв первый из трёх национальных титулов Чехии среди юниоров, они впервые выступили на чемпионате мира среди юниоров, где заняли восемнадцатое место. 

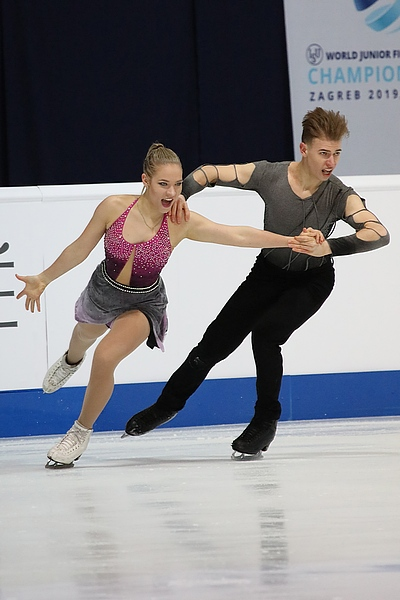
Натали и Филип в 2019 году

В своём втором сезоне Гран-при среди юниоров Ташлерова / Ташлер стали тринадцатыми в Литве и одиннадцатыми на домашнем этапе в Чехии. Затем они выиграли свои первые международные юниорские медали, участвуя во второстепенных соревнованиях: бронзу на Open d'Andorra и серебро в юниорской категории на Inge Solar Memorial. Во второй раз они стали чемпионами страны среди юниоров и завершили сезон на четырнадцатом месте на чемпионате мира среди юниоров.

### 2019/2020: медаль на юниорском Гран-при и дебют на взрослом уровне
В межсезонье Ташлерова и Ташлер начали тренироваться в неполный рабочий день в Соединённых Штатах с Коллином Брубейкером и Олегом Эпштейном, а также с давним тренером Маттео Занни в Милане. Они вернулись на Гран-при среди юниоров. Сначала они выступили в Лейк-Плэсид, значительно продвинувшись по сравнению с предыдущими двумя годами. Они заняли четвёртое место в ритм-танце. Затем они обогнали канадцев Макиту / Гунару в произвольном танце в борьбе за бронзовую медаль. На своём втором этапе в Загребе они заняли пятое место.
После юниорских Гран-при Натали и Филип решили дебютировать на международном уровне среди взрослых, выиграв серебряную медаль на Open d'Andorra и тем самым получив минимальную техническую квалификацию для участия в своём первом чемпионате Европы, где они заняли девятнадцатое место.
Выиграв чемпионат Чехии среди юниоров в третий раз, они снова стали участниками чемпионате мира среди юниоров. Натали в начале ритм-танца допустила ошибку на твизлах, в результате чего они заняли девятнадцатое место в этом сегменте. Они поднялись на шестнадцатую позицию после произвольного танца. Пара должна была дебютировать на чемпионате мира среди взрослых в Монреале, но соревнования были отменены из-за начала пандемии коронавируса.

### 2020/2021: дебют на чемпионате мира
Из-за пандемии брат и сестра не смогли продолжить тренировки в США под руководством Эпштейна и Брубейкера и вошли в сезон только с Занни в качестве тренера. Они начали свой первый полный взрослый сезон на турнире серии «Челленджер» Nebelhorn Trophy, их первом турнире данной категории, который из-за пандемии посетили только европейские пары, в основном тренирующиеся на этом континенте.  Ташлерова / Ташлер завоевали золотую медаль. Они посетили свой второй Egna Trophy, также выиграв там золото.
В завершение сезона Ташлерова / Ташлер выступили на чемпионате мира в Стокгольме, где заняли двадцать второе место в ритм-танце, тем самым не попав в произвольный танец.В результате они не квалифицировали место для Чехии на предстоящих зимних Олимпийские игры при первой из двух возможностей сделать это.

### 2021/2022: Олимпийский сезон
Натали и Филип начали новый сезон на «Челленджере» Lombardia Trophy, где заняли пятое место с новыми личными рекордами. Продолжая погоню за олимпийским местом, они были затем назначены чехами для участия на Nebelhorn Trophy, второй и последней возможности для танцоров пройти квалификацию на Олимпийские игры. Они были вторыми в ритм-танце с ещё одним новым личным рекордом, но опустились на пятое место после произвольного танца из-за ошибки на твизлах, но их места было достаточно, чтобы занять четвёртое из четырёх доступных мест на Зимних Олимпийских играх 2022 года. После этого их федерация официально включила их в олимпийскую сборную Чехии.
Затем они выиграли Мемориал Павла Романа и заняли шестое место на Warsaw Cup. В ноябре Ташлерова / Ташлер стали чемпионами Чехии (заняв второе место в общем зачёте на Четырёх национальных чемпионатах 2022 года). Они вошли в заявку своей сборной на чемпионат Европы в Таллинне и заняли одиннадцатое место.
Натали и Филип дебютировали на Олимпиаде, как представители Чехии на командных соревнованиях. Они заняли шестое место в ритм-танце, принеся чешской команде пять очков. Это было самое высокое место в Чехии в первый день соревнований. В итоге чешская команда не прошла во второй этап соревнований и заняла восьмое место в общем зачёте. На турнире танцевальных дуэтов пара стала семнадцатой в ритм-танце и прошла в произвольный танец, где поднялись на одну позицию, заняв шестнадцатое место.
Пара завершила сезон на чемпионате мира, проходившем в Монпелье. По итогам турнира Ташлеровы финишировали тринадцатыми.

### 2022/2023: дебют на Гран-при, попадание в топ-10 чемпионата мира
В новом сезоне Натали и Филип решили исполнить произвольный танец на тему изменения климата, концепцию, которую они обсуждали с момента своей юниорской карьеры. Соревнуясь в двух соревнованиях серии «Челленджер», они стали бронзовыми призёрами Lombardia Trophy, а затем заняли четвёртое место на Finlandia Trophy. Пара впервые попала на взрослые этапы Гран-при. Их дебют пришёлся на британский Гран-при MK John Wilson Trophy, где чехи заняли пятое место. Точно такую же строчку они заняли и на втором этапе Grand Prix Espoo.
Выиграв национальный титул Чехии и впервые став первыми в общем зачёте на четырёх национальных чемпионатах 2023 года, Ташлерова / Ташлер участвовали на чемпионате Европы в Эспоо. В ритм-танце они заняли пятое место, попав в заключительную разминку произвольного танца с отрывом в 0,42 от французской пары Лопарёва и Бриссо. Но в произвольном танце сохранить место в топ-5 не удалось и они заняли шестое место в общем зачёте. Это было самое высокое место чешской танцевальной команды на чемпионате Европы со времен Мразовой / Шимечека в 1995 году. Результат Ташлеровой / Ташлера обеспечил Чехии второе место на чемпионате Европы в следующем году, что, как ожидалось, будет важным, учитывая рост ещё одной чешской родственной команды, Катержины Мразковой и Даниэля Мразека. Позже они сказали, что «мы определённо хотели поехать за медалью. Но в целом этот опыт катания в сильнейшей группе укрепит нас в будущем». Они надеялись финишировать в первой десятке на чемпионате мира, чтобы получить там вторую квоту.
Они стали девятыми в ритм-танце на чемпионате мира в Сайтаме. В произвольном танце брат и сестра Ташлеровы поднялись на восьмое место, улучшив свои личные рекорды, как в произвольном танце, так и за общую сумму баллов. Это был самый высокий результат для чешских пар с тех пор, как Мразова / Шимечек также заняли восьмое место в 1994 году. Дуэт выразил признательность японской публике за любовь к фигурному катанию, а Ташлерова добавила, что «мы надеемся, что у нас будет такая аудитория и в Праге», поскольку чемпионат мира 2026 года должен пройти этом городе.

### 2023/2024: травма, потеря позиций

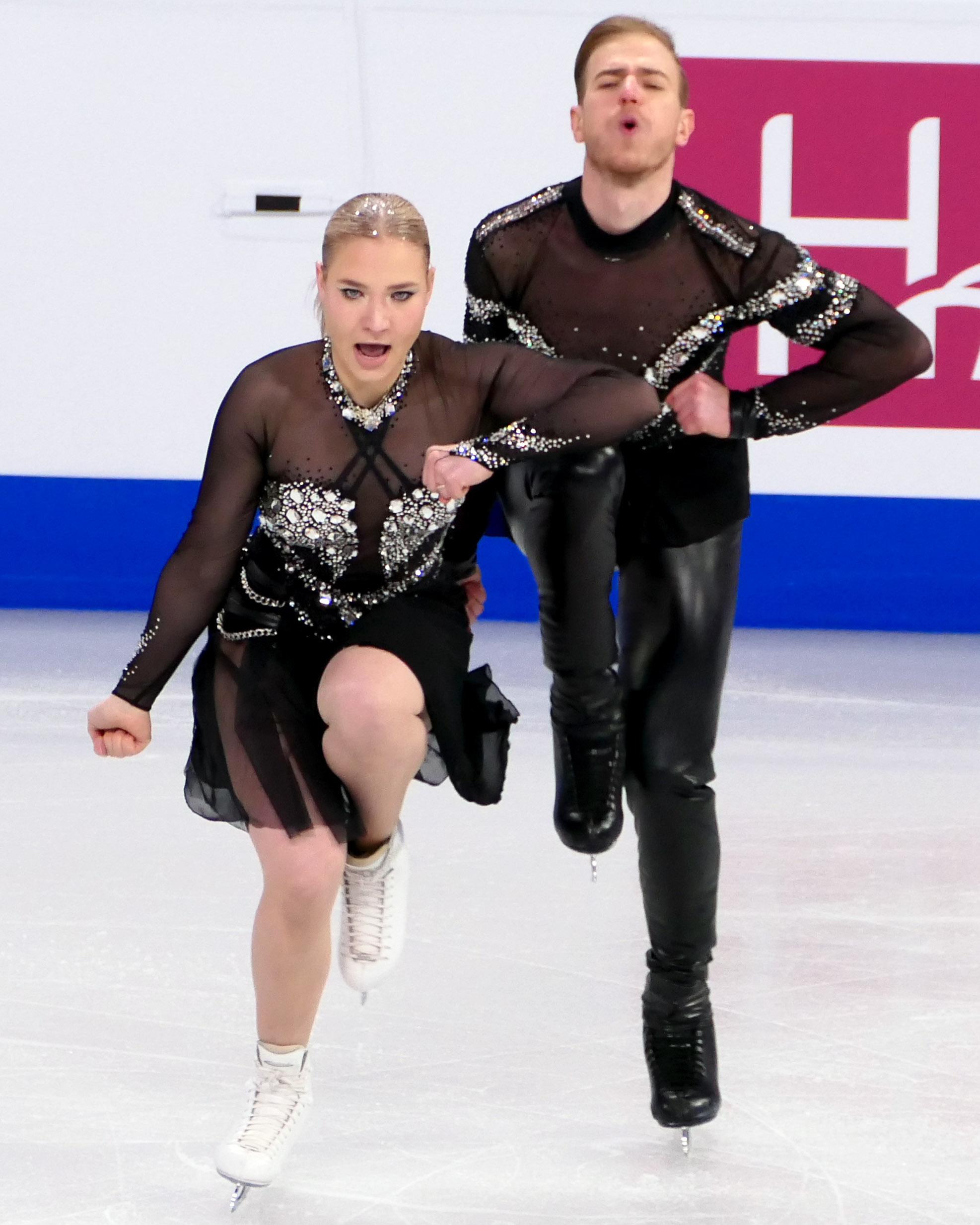
Чешский дуэт на чемпионате мира

Натали и Филип решили, что их новый произвольный танец будет данью памяти их покойному отцу, отказавшись от первоначального плана относительно западной темы в пользу чего-то, что они считали «более внутренним и оригинальным». Третий год подряд они начали сезон на Lombardia Trophy. Заняв второе место в обоих танцах, они завоевали серебряную медаль. Несколько недель спустя они выиграли бронзу на Мемориале Ондрея Непелы.
Первым этапом Гран-при для чешского дуэта стал турнир Skate America. Они финишировали четвёртыми в ритм-танце, но опустились на пятое после произвольного танца, где их хореографическая дорожка была признана недействительной. Дуэт должен был участвовать в Cup of China, но они вынужденны были сняться с соревнований после того, как, по их мнению, незначительная травма Ташлера оказалась более серьёзной. Они выпустили заявление, в котором говорилось: «Мы сделаем всё, чтобы вернуться на лёд как можно скорее, но, конечно, здоровье всегда на первом месте». Впоследствии выяснилось, что Ташлер страдал от травмы позвоночника.
Брат и сестра Ташлеровы смогли возобновить тренировки в начале декабря и приняли участие в чемпионате Европы, заняв седьмое место. Филип сказал, что они «рады вернуться». Поскольку их коллеги Катержина Мразкова и Даниэль Мразек заняли девятое место, впервые с 1980 года две чешские танцевальные команды попали в десятку лучших.
На чемпионате мира Натали и Филип в ритм-танце допустили большую ошибку на поддержке, оставшись без элемента. В результате они заняли восемнадцатое место в первый день соревнований. Филип назвал это «шоком, такой ошибки у нас ещё никогда не было». Они были пятнадцатыми в произвольном танце и поднялись на эту же строчку в итоговом протоколе, что на семь строчек ниже по сравнению с прошлогодним мировым первенством.

### 2024/2025
Натали и Филип начали сезон на двух «Челленджерах». Сначала они выступили на Nebelhorn Trophy, где стали четвёртыми. Через пару недель чешский дуэт выиграл Мемориал Дениса Тена, что стало для них второй победой на турнирах серии «Челленджер». В конце октября пара выступила на канадском этапе Гран-при, где остановились в шаге от попадания на подиум. Аналогичный результат они показали в Финляндии. Филип рассказал после соревнований, что «сегодня утром у него был своего рода срыв, и он действительно не хотел кататься сегодня. Но сейчас мне лучше, и я рад, что сделал это. Натали также очень помогла». Завершив первую половину сезона, Ташлерова / Ташлер выиграли ещё один титул чемпионов Чехии.
На чемпионате Европы в Таллине ошибки в ритм-танце привели к тому, что они после первого дня соревнований занимали одиннадцатое место. Она сказала, что «много мелких ошибок, которые стоили нам примерно четырех-пяти баллов. Извините, мы хотели лучше начать вторую половину сезона». Натали и Филип поднялись на десятое место после произвольного танца. Ташлер заметил, что «после ритмического танца сегодняшняя программа была вызовом, чтобы снова поверить в себя, но нам удалось это сделать».
На мировом первенстве в Бостоне Ташлерова и Ташлер заняли тринадцатое место в ритм-танце после того, как у них возникли проблемы с твизлами. Они остались на тринадцатом месте после произвольного танца, и это место в сочетании с двенадцатым местом Мразковой / Мразек обеспечило сборной Чехии две путевки на зимние Олимпийские игры, которые через год пройдут в Милане. Это был первый случай с зимних Олимпийских игр 1994 года, когда чешская сборная заработала две квоты в танцах на льду.

## Программы
(с Ф.Ташлером)
| Сезон     | Ритм-танец | Произвольный танец | Показательные выступления |
| --------- | --- | --- | --- |
| 2024/2025 | - Hot Stuff - I Feel Love Донна Саммер - No More Tears (Enough Is Enough) Барбара Стрейзанд & Донна Саммер хореография Маттео Занни                                                                               | - Porcelain - When It's Cold I'd Like to Die - In This World by Moby хореография Паскуаль Камерленго                                 | |
| 2023/2024 | - The Knowledge Джанет Джексон, Джимми Джем и Терри Льюис - Juicy Fruit Джеймс Мтуме - Serious Slammin' The Pointer Sisters, Greg Crockett, & Lenan Zales хореография Маттео Занни                                | - Blucobalto Negramaro - Terra Rosa Балаж Хаваши - Son felice Джулиано Санджорджи хореография Маттео Занни                           | |
| 2022/2023 | - Самба: Hips Don't Lie Шакира - Румба: Hero Энрике Иглесиас - Самба: Hips Don’t Lie Шакира хореография Маттео Занни                                                                                              | - On the Nature of Daylight Макс Рихтер - Run Людовико Эйнауди - Early Morning Fog Джейкоб Ши и Джаша Клебе хореография Маттео Занни | - Music - Dance 2Night Мадонна аранжировка Маттео Дзанни - Give Me All Your Luvin' M.I.A., Мадонна, Ники Минаж хореография Маттео Занни |
| 2021/2022 | - Music - Dance 2Night Мадонна аранжировка Маттео Занни - Give Me All Your Luvin' M.I.A., Мадонна, Ники Минаж хореография Маттео Занни                                                                            | - Yuyo Verde Доминго Федерико, меро Экспосито - Обливион - Времена года в Буэнос-Айресе Астор Пьяццолла хореография Маттео Занни     | |
| 2020/2021 | - Свинг: Walk Like a Man - Фокстрот: Can’t Take My Eyes Off You - Свинг: December, 1963 (Oh, What a Night) (из Jersey Boys) Боб Кру, Боб Гаудио, Джуди Паркер хореография Маттео Занни                            | - Yuyo Verde Доминго Федерико, меро Экспосито - Обливион - Времена года в Буэнос-Айресе Астор Пьяццолла хореография Маттео Занни     | |
| 2019/2020 | - Квикстеп: Entr’act - Фокстрот: ’S Wonderful (из мюзикла «Американец в Париже») Джордж Гершвин - Квикстеп: You’re Getting to Be a Habit with Me (из мюзикла «42-я улица») Эл Дубин, Джонни Мерсер и Гарри Уоррен | - Place de la Republique Cœur de pirate - Sand Нэйтан Лэйнер                                                                         | |
| 2018/2019 | - Танго: Tu Sentimiento в исполнении Tango Jointz - Фламенко: Consedor Flamenco - Уличная музыка: Ramalama (Bang Bang) Рошин Мёрфи, Мэттью Хербет                                                                 | - Believer Imagine Dragons - Chasing Cars Snow Patrol                                                                                | |
|           | Короткий танец | | |
| 2017/2018 | - Ча-ча-ча: Cha Charanga El Rubio Loco - Румба: Temptation в исполнении Тома Уэйтса - Меренге: Bailar Элвис Креспо, Deorro, Роберт Фернандез                                                                      | - Over the Rainbow Гарольд Арлен, Йип Харбург - In This Shirt The Irrepressibles                                                     | |
| 2016/2017 | | - Freedom Энтони Хэмилтон и Элейна Бойнтон - Lo chiamavano King Луис Бакалов                                                         | |

## Результаты
CS: Challenger Series
| Соревнования                          | 17/18         | 18/19         | 19/20         | 20/21         | 21/22         | 22/23         | 23/24         | 24/25         |
| Международные                         | Международные | Международные | Международные | Международные | Международные | Международные | Международные | Международные |
| ------------------------------------- | ------------- | ------------- | ------------- | ------------- | ------------- | ------------- | ------------- | ------------- |
| Олимпиада — танцы                     |               |               |               |               | 16            |               |               |               |
| Олимпиада — команда                   |               |               |               |               | 8             |               |               |               |
| Чемпионат мира                        |               |               |               | 22            | 13            | 8             | 15            | 13            |
| Чемпионат Европы                      |               |               | 19            |               | 11            | 6             | 7             | 10            |
| Этапы Гран-при: Skate America         |               |               |               |               |               |               | 5             |               |
| Этапы Гран-при: Skate Canada          |               |               |               |               |               |               |               | 4             |
| Этапы Гран-при: Finlandia Trophy      |               |               |               |               |               | 5             |               | 4             |
| Этапы Гран-при: MK John Wilson Trophy |               |               |               |               |               | 5             |               |               |
| CS Finlandia Trophy                   |               |               |               |               |               | 4             |               |               |
| CS Lombardia Trophy                   |               |               |               |               | 5             | 3             | 2             |               |
| CS Nebelhorn Trophy                   |               |               |               | 1             | 5             |               |               | 4             |
| CS Мемориал Дениса Тена               |               |               |               |               |               |               |               | 1             |
| CS Мемориал Ондрея Непелы             |               |               |               |               |               |               | 3             |               |
| CS Warsaw Cup                         |               |               |               |               | 6             |               |               |               |
| Pavel Roman Memorial                  |               |               |               |               | 1             |               |               |               |
| Egna Trophy                           |               |               | 8             | 1             |               |               |               |               |
| Open d'Andorra                        |               |               | 2             |               |               |               |               |               |
| Международные среди юниоров           |               |               |               |               |               |               |               |               |
| Чемпионаты мира                       | 18            | 14            | 16            |               |               |               |               |               |
| Гран-при США                          |               |               | 3             |               |               |               |               |               |
| Гран-при Хорватии                     |               |               | 5             |               |               |               |               |               |
| Гран-при Чехии                        |               | 11            |               |               |               |               |               |               |
| Гран-при Литвы                        |               | 13            |               |               |               |               |               |               |
| Гран-при Польши                       | 12            |               |               |               |               |               |               |               |
| Гран-при Австрии                      | 13            |               |               |               |               |               |               |               |
| Halloween Cup                         |               |               | 2             |               |               |               |               |               |
| Inge Solar Memorial                   |               | 2             |               |               |               |               |               |               |
| Open d'Andorra                        |               | 3             |               |               |               |               |               |               |
| Pavel Roman Memorial                  |               | 4             |               |               |               |               |               |               |
| Bavarian Open                         | 4             | 6             |               |               |               |               |               |               |
| Leo Scheu Memorial                    | 5             |               |               |               |               |               |               |               |
| Santa Claus Cup                       | 14            |               |               |               |               |               |               |               |
| Национальные                          |               |               |               |               |               |               |               |               |
| Чемпионат Чехии                       |               |               |               |               | 1             | 1             |               | 1             |
| Чемпионат Чехии — юн.                 | 1             | 1             | 1             |               |               |               |               |               |

## Детальные результаты

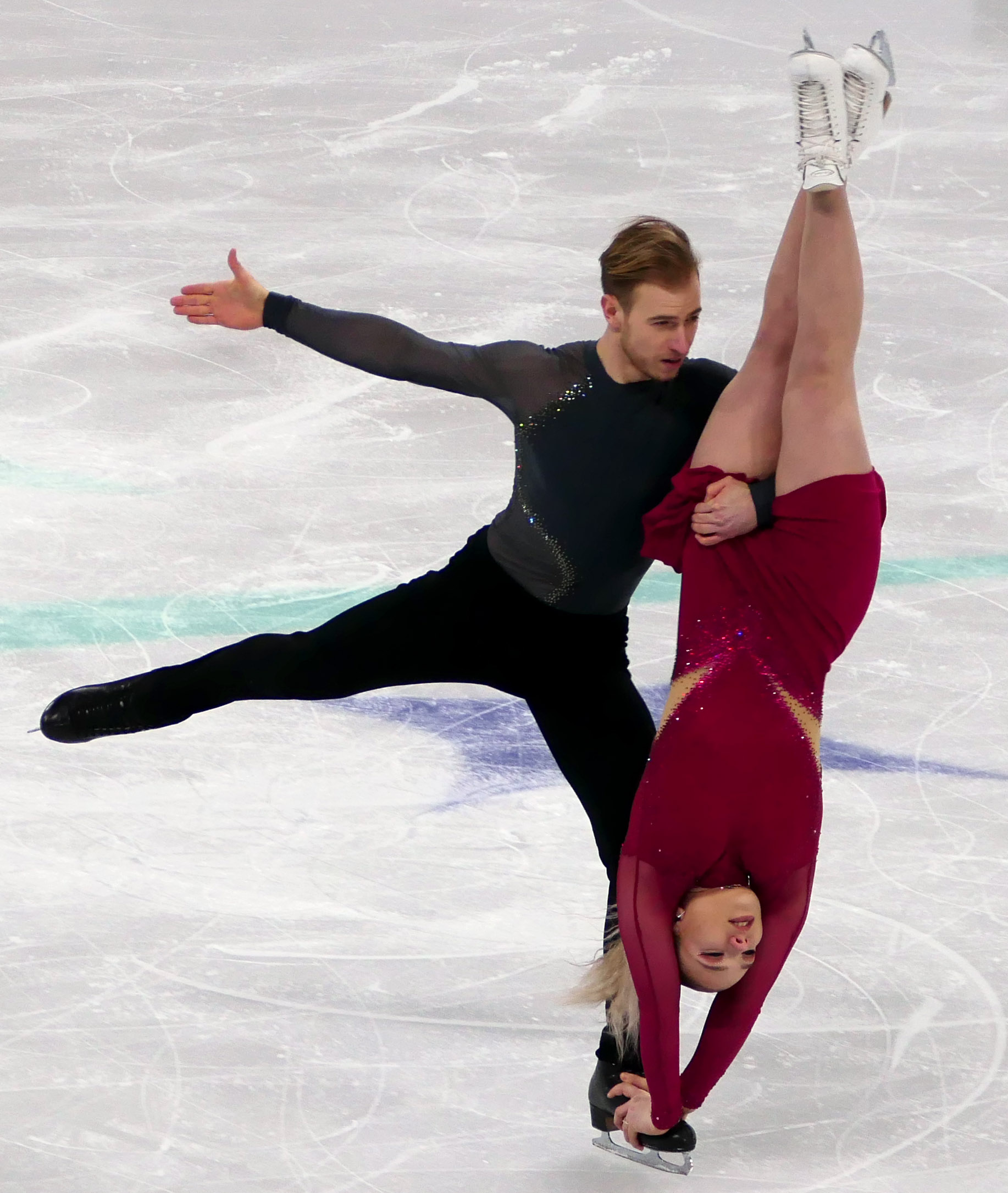
Натали и Филип выполняют поддержку на чемпионате мира (2024)

### С Филипом Ташлером
На чемпионатах ИСУ награждают малыми медалями отдельно за ритмический (ранее — короткий) и произвольный танцы.

#### Взрослый уровень
| 2024/2025 сезон            | 2024/2025 сезон                                | 2024/2025 сезон | 2024/2025 сезон | 2024/2025 сезон |
| Дата                       | Событие                                        | РТ              | ПТ              | Общее           |
| -------------------------- | ---------------------------------------------- | --------------- | --------------- | --------------- |
| 26–30 марта 2025           | Чемпионат мира 2025                            | 13 73,29        | 13 112,37       | 13 185,66       |
| 28 января – 2 февраля 2025 | Чемпионат Европы 2025                          | 11 73,44        | 9 115,05        | 10 188,49       |
| 13–14 декабря 2024         | Чемпионат четырёх наций 2025                   | 1 78,93         | 1 116,26        | 1 195,19        |
| 15–17 ноября 2024          | Finlandia Trophy 2024                          | 4 75,50         | 5 114,93        | 4 190,43        |
| 25–27 октября 2024         | Skate Canada International 2024                | 5 74,97         | 4 114,63        | 4 189,60        |
| 3–6 Октября 2024           | Мемориал Дениса Тена 2024                      | 2 73,03         | 1 116,20        | 1 189,23        |
| 19–21 Сентября 2024        | Nebelhorn Trophy 2024                          | 4 75,10         | 4 107,05        | 4 182,15        |
| 2023/2024 сезон            |                                                |                 |                 |                 |
| Дата                       | Событие                                        | РТ              | ПТ              | Общее           |
| 18–24 марта 2024           | Чемпионат мира 2024                            | 18 68,25        | 15 111,92       | 15 180,17       |
| 10–14 января 2024          | Чемпионат Европы 2024                          | 5 76,68         | 7 114,87        | 7 191,55        |
| 20–22 октября 2023         | Skate America 2023                             | 4 75,21         | 5 109,63        | 5 184,84        |
| 28–30 сентября 2023        | Мемориал Ондрея Непелы 2023                    | 4 74,34         | 2 113,00        | 3 187,34        |
| 8–10 сентября 2023         | Lombardia Trophy 2023                          | 2 75,21         | 2 114,02        | 2 189,23        |
| 2022/2023 сезон            |                                                |                 |                 |                 |
| Дата                       | Событие                                        | РТ              | ПТ              | Общее           |
| 22–26 марта 2023           | Чемпионат мира 2023                            | 9 76,56         | 8 119,83        | 8 196,39        |
| 25–29 января 2023          | Чемпионат Европы 2023                          | 5 76,91         | 6 111,43        | 6 188,34        |
| 15–17 декабря 2022         | Чемпионат четырёх наций 2023                   | 1 77,92         | 1 114,84        | 1 192,76        |
| 25–27 ноября 2022          | Grand Prix Espoo 2022                          | 5 74,60         | 5 111,79        | 5 186,39        |
| 11–13 ноября 2022          | MK John Wilson Trophy 2022                     | 5 74,09         | 6 103,80        | 5 177,89        |
| 4–9 октября 2022           | Finlandia Trophy 2022                          | 4 72,79         | 4 106,06        | 4 178,85        |
| 16–19 сентября 2022        | Lombardia Trophy 2022                          | 2 75,41         | 3 108,14        | 3 183,55        |
| 2021/2022 сезон            |                                                |                 |                 |                 |
| Дата                       | Событие                                        | РТ              | ПТ              | Общее           |
| 21–27 марта 2022           | Чемпионат мира 2022                            | 11 72,55        | 14 99,68        | 13 172,23       |
| 12–14 февраля 2022         | Олимпийские игры 2022                          | 17 67,22        | 17 101,10       | 16 168,32       |
| 4–7 февраля 2022           | Олимпийские игры 2022 — командные соревнования | 6 68,99         | —               | 8T              |
| 10–16 января 2022          | Чемпионат Европы 2022                          | 11 69,72        | 13 102,67       | 11 172,39       |
| 17–18 декабря 2021         | Чемпионат четырёх наций 2022                   | 2 73,27         | 1 106,68        | 2 181,09        |
| 17–20 ноября 2021          | Warsaw Cup 2021                                | 5 73,22         | 8 102,26        | 6 175,48        |
| 4–7 ноября 2021            | Pavel Roman Memorial 2021                      | 1 71,91         | 1 108,95        | 1 180,86        |
| 22–25 сентября 2021        | Nebelhorn Trophy 2021                          | 2 70,51         | 5 102,47        | 5 172,98        |
| 10–12 сентября 2021        | Lombardia Trophy 2021                          | 5 68,45         | 4 104,29        | 5 172,74        |
| 2020/2021 сезон            |                                                |                 |                 |                 |
| Дата                       | Событие                                        | РТ              | ПТ              | Общее           |
| 22–28 марта 2021           | Чемпионат мира 2021                            | 22 64,00        | DNQ             | 22 64,00        |
| 6–7 февраля 2021           | Egna Trophy 2021                               | 1 72,11         | 1 106,37        | 1 178,48        |
| 23–26 сентября 2020        | Nebelhorn Trophy 2020                          | 1 64,28         | 1 99,34         | 1 163,62        |
| 2019/2020 сезон            |                                                |                 |                 |                 |
| Дата                       | Событие                                        | РТ              | ПТ              | Общее           |
| 7–9 февраля 2020           | Egna Trophy 2020                               | 6 61,71         | 9 85,39         | 8 147,10        |
| 20–26 января 2020          | Чемпионат Европы 2020                          | 17 62,53        | 18 91,77        | 19 154,30       |
| 20–24 ноября, 2019         | Open d'Andorra 2019                            | 2 63,80         | 2 101,89        | 2 165,69        |

#### Юниорский уровень
| 2019/2020 сезон              | 2019/2020 сезон                         | 2019/2020 сезон | 2019/2020 сезон | 2019/2020 сезон |
| Дата                         | Событие                                 | РТ              | ПТ              | Общее           |
| ---------------------------- | --------------------------------------- | --------------- | --------------- | --------------- |
| 2-8 марта 2020               | Чемпионат мира среди юниоров 2020       | 19 52,80        | 16 81,78        | 16 134,58       |
| 14-15 декабря 2019           | Чемпионат четырёх наций 2020            | 1 60,89         | 1 94,72         | 1 155,61        |
| 17-20 октября 2019           | Halloween Cup 2019                      | 3 54,61         | 1 92,17         | 2 146,78        |
| 25-28 сентября 2019          | Гран-при Хорватии                       | 6 57,94         | 6 88,36         | 5 146,30        |
| 28-31 августа 2019           | Гран-при США                            | 4 60,69         | 3 89,31         | 3 150,00        |
| 2018/2019 сезон              |                                         |                 |                 |                 |
| Дата                         | Событие                                 | РТ              | ПТ              | Общее           |
| 4-10 марта 2019              | Чемпионат мира среди юниоров 2019       | 16 51,02        | 14 80,89        | 14 131,91       |
| 5-10 февраля 2019            | Bavarian Open 2019                      | 7 51,70         | 6 80,43         | 6 132,13        |
| 14-15 декабря 2018           | Чемпионат четырёх наций 2019            | 1 54,07         | 1 84,12         | 1 138,19        |
| 29 ноября — 2 декабря 2018   | Open d’Andorra 2018                     | 3 51,87         | 2 80,42         | 3 132,29        |
| 12-18 ноября 2018            | Inge Solar Alpen Trophy 2018            | 5 45,80         | 2 78,54         | 2 124,34        |
| 9-11 ноября 2018             | Pavel Roman Memorial 2018               | 6 51,28         | 3 80,66         | 4 131,94        |
| 26-29 сентября 2018          | Гран-при Чехии                          | 12 49,18        | 12 76,30        | 11 125,48       |
| 5-8 сентября 2018            | Гран-при Литвы                          | 10 46,62        | 15 60,13        | 13 106,75       |
| 2017/2018 сезон              |                                         |                 |                 |                 |
| Дата                         | Событие                                 | КТ              | ПТ              | Общее           |
| 5-11 марта 2018              | Чемпионат мира среди юниоров 2018       | 16 50,25        | 18 60,05        | 18 110,30       |
| 26-31 января 2018            | Bavarian Open 2018                      | 3 47,40         | 4 65,97         | 4 113,37        |
| 14-17 декабря 2017           | Чемпионат четырёх наций 2018            | 2 47,03         | 2 62,11         | 2 109,14        |
| 4-10 декабря 2017            | Santa Claus Cup 2017                    | 9 45,06         | 17 54,55        | 14 99,61        |
| 8-12 ноября 2017             | Leo Scheu Memorial (Ice Challenge) 2017 | 5 37,96         | 4 62,16         | 5 100,12        |
| 4-7 октября 2017             | Гран-при Польши                         | 11 46,05        | 13 59,28        | 12 105,33       |
| 30 августа — 2 сентября 2017 | Гран-при Австрии                        | 14 36,30        | 11 53,19        | 13 89,49        |